# Койґу (Отепяе)
Ко́йґу (ест. Koigu küla) — село в Естонії, у волості Отепяе повіту Валґамаа.

## Населення
Чисельність населення на 31 грудня 2011 року становила 21 особу.